# 总有机碳量
总有机碳量（TOC）（或总有机碳）是以碳的含量表示有机物总量的一个指标，常用于检测水质。
总有机碳量的测定采用燃烧法，能将有机物全部氧化，比生化需氧量或化学需氧量更能反映有机物的总量。

## 测定原理
总有机碳量的测定常用的方法是非色散红外吸收法（燃烧氧化）。
将一定量水样注入高温炉内的石英管，在900～950℃下，以铂和三氧化钴或三氧化二铬为催化剂，有机物燃烧裂解转化为二氧化碳，用红外线气体分析仪测定CO2含量，从而确定水样中碳的含量。

## 方法
高温下，水样中的碳酸盐会分解产生二氧化碳，此时测得的为总碳（TC）。为获得有机碳含量，可采用两种方法：
1. 将水样预先酸化，通入氮气曝气，驱除各种碳酸盐分解生成的二氧化碳后再注入总有机碳分析仪测定。
2. 第二种是差减法，此方法要使用高温炉和低温炉的总有机碳测定仪。将同一等量水样分别注入高温炉（900℃）和低温炉（150℃），低温炉的石英管中有机物不能被分解氧化。将高、低温炉中测得的总碳（TC）和无机碳（IC，inorganic carbon）二者之差即为总有机碳量，此方法最低检验浓度为0.5mg/L。